# OSS 117
OSS 117 ist der Deckname des fiktiven Geheimagenten Hubert Bonisseur de La Bath, eine Erfindung des französischen Schriftstellers Jean Bruce, der 1949 die erste Geschichte um den weltmännischen Frauenschwarm niederschrieb. Bis zu seinem Tod schrieb Bruce 88 Romane. Die Reihe wurde dann von seiner Frau Josette um 143 weitere und seinen Kindern François und Martine um nochmals 24 Geschichten ergänzt; die letzte erschien 1996. In Deutschland erschienen die Romane als Taschenbücher beim Moewig Verlag.
Im wirklichen Leben war die Codenummer 117 William L. Langer, Chef des Research and Analysis Branch des OSS, zugewiesen.

## Verfilmungen
Im Zuge des Erfolges von Agentenfilmen nach Vorbild von James Bond wurde auch eine Reihe von OSS-117-Filmen erstellt.
Die Filme Der Spion, der sich liebte, Er selbst ist sich genug und Liebesgrüße aus Afrika sind Parodien auf besagte Agentenfilme der 1960er und 70er Jahre; Komiker Oliver Kalkofe, der auch das Synchronbuch schrieb, lieh der Rolle des Hubert Bonisseur de La Bath seine Stimme.

### Originalfilme
- 1956: Männer, Frauen und Gefahren (OSS 117 n’est pas mort) – Ivan Desny
- 1963: OSS 117 greift ein (OSS 117 se déchaîne) – Kerwin Mathews
- 1964: Heiße Hölle Bangkok (Banco à Bangkok pour OSS 117) – nach dem Roman "Lila de Calcutta" – Kerwin Mathews
- 1965: OSS 117 – Pulverfaß Bahia (Furia à Bahia pour OSS 117) – Frederick Stafford
- 1966: OSS 117 – Teufelstanz in Tokio (Atout cœur à Tokyo pour OSS 117) – Frederick Stafford
- 1968: Keine Rosen für OSS 117 (Pas de roses pour OSS 117) – John Gavin
- 1970: OSS 117 prend des vacances – Luc Merenda
- 1971: OSS 117 tue le taon (Fernsehfilm) – nach dem Roman "OSS 117 tue le taon" – Alan Scott

### Parodien
- 2006: OSS 117 – Der Spion, der sich liebte (OSS 117:  Le Caire, nid d’espions) – Jean Dujardin
- 2009: OSS 117 – Er selbst ist sich genug (OSS 117:  Rio ne répond plus) – Jean Dujardin
- 2021: OSS 117 – Liebesgrüße aus Afrika (OSS 117:  Alerte rouge en Afrique noire) – Jean Dujardin